# Emurena lurida
Emurena lurida là một loài bướm đêm thuộc phân họ Arctiinae, họ Erebidae.